# Sandy Creek (Carolina del Nord)
Sandy Creek è un comune degli Stati Uniti d'America, situato in Carolina del Nord, nella contea di Brunswick.